# Luigi Bordino
Luigi della Consolata, al secolo Andrea Bordino (Castellinaldo d'Alba, 12 agosto 1922 – Torino, 25 agosto 1977), è stato un religioso italiano della congregazione dei Fratelli di San Giuseppe Benedetto Cottolengo. È venerato come beato dalla Chiesa cattolica.

## Biografia
Fu terzogenito di quattro sorelle e di quattro fratelli. Nel gennaio 1942 si arruolò nell'Artiglieria Alpina della Cuneense, dove trovò il fratello Risbaldo, rientrato dalla Campagna di Albania. Il 15 agosto i Bordino partirono per la Campagna di Russia, ma non raggiunsero le linee di fuoco. Il comando del 4º Reggimento di Artiglieria Alpina s'installò a Sollonscki, un villaggio tra Valujki e Rossosh. Risbaldo distribuiva vettovaglie e indumenti ai militoni, Andrea accudiva i sei muli del comando.
Caduti prigionieri nel gennaio 1943, i Bordino vissero insieme la tragica ritirata per circa un mese. Vennero separati ad Aklulak: Andrea destinato alla Siberia dove rimase per due anni, internato nel lazzaretto di Spassh, dove cercò di svolgere con sacrificio lavoro di assistenza per i malati e  i moribondi, con i pochi mezzi a disposizione; nella primavera del 1945 fu colpito da tifo petecchiale. Nell'autunno del 1945 i Bordino rientrarono in patria. Andrea, considerandosi miracolato, il 23 luglio 1946, insieme alla sorella Ernestina, entrò a far parte della Piccola Casa della Divina Provvidenza di Torino.

Indossato l'abito religioso assunse il nome di fratel Luigi della Consolata. Con i fratelli di San Giuseppe Cottolengo, iniziò a svolgere lavoro di assistenza, soprattutto infermieristica per i ricoverati dell'Istituto, malati di vari disturbi fisici o psichici.

Nel 1975, fu colpito da leucemia mieloide e morì a Torino il 25 agosto 1977. A lui è dedicato un centro di ricerca a Torino.

## Il culto
Tra il 1988 e il 1993 per fratel Luigi si svolse la fase del processo per la dichiarazione a Venerabile. Complessivamente il Tribunale Ecclesiastico tenne 76 sezioni ascoltando 58 testimoni oculari (14 dei quali ex prigionieri in Russia). La santa sede esaminò le duemila pagine del trasunto, fu redatto il “Summarium” e la “Positio”. Il 14 febbraio 2003 la commissione di teologi della Congregazione Vaticana per le cause dei santi studiò e votò "l'esercizio eroico delle virtù praticate dal servo di Dio fratel Luigi". I voti dei teologi (9 su 9) furono affermativi. Il 12 aprile 2003, papa Giovanni Paolo II lo dichiarò Venerabile.
Successivamente tra il 2010 e il 2014 si svolse il processo diocesano per la beatificazione, su un miracolo avvenuto nel 1991. Il 3 aprile 2014 papa Francesco promulgò il decreto che riconosceva l'avvenuto miracolo con una guarigione attribuita per intercessione del Venerabile Luigi Bordino e ritenuta inspiegabile per i tempi, le modalità e la gravità della malattia.
Il 2 maggio 2015 a Torino è stato proclamato beato nel corso di una celebrazione liturgica presieduta dal cardinale Angelo Amato, prefetto della Congregazione per le cause dei santi, delegato di Papa Francesco. La sua memoria liturgica è stata fissata al 25 agosto.